# Palais des sports de Granollers
Le palais des sports de Granollers est un gymnase situé à Granollers, en Catalogne, où évolue le BM Granollers club de Liga ASOBAL. Il a été construit en 1991 pour les Jeux olympiques de 1992 à Barcelone.

## Événements
- Handball aux Jeux olympiques d'été de 1992
- Championnat du monde masculin de handball 2013
- Championnat du monde féminin de handball 2021

## Clubs résidents
- Handball : BM Granollers